# Sakila (beeldmerk)
Sakila is de naam van de dolfijn uit het logo van MySQL. Op een gegeven moment heeft MySQL AB een competitie gestart, waarin mensen een naam voor deze dolfijn konden voorstellen. Een software developer uit Swaziland, Ambrose Twebaze, stelde hierbij de naam Sakila voor.
Volgens Ambrose Twebaze is Sakila van oorsprong een woord uit het SiSwati, de taal die in Swaziland wordt gesproken. Verder is het ook de naam van een plaats in Tanzania.